# 八幡神社 (春日部市永沼)
八幡神社（はちまんじんじゃ）は、埼玉県春日部市の神社。

## 歴史
創建年代は不明である。ただ当社の神体である板碑に「徳治■年■月（■は判読不能）」と刻まれていること、当地の旧家である下田家の初代が1306年（徳治元年）に没していることから、その頃に創建されたものと推測される。
1874年（明治7年）、近代社格制度に基づく「村社」に列せられた。大正初期の神社合祀に際しては、周辺の7社を合祀した記録があるが、実際には行われなかったとみられている。

## 交通アクセス
- 南桜井駅より徒歩13分。